# Ferrovia Rapperswil-Pfäffikon
La ferrovia Rapperswil-Pfäffikon è una linea ferroviaria a scartamento normale della Svizzera.

## Storia
I primi progetti per una linea ferroviaria da Rapperswil attraverso il lago di Zurigo verso Zugo e Lucerna risalgono al 1858; nel 1874 tali progetti culminarono nella concessione di una linea tra Rapperswil e la costruenda ferrovia del Gottardo, per la cui costruzione ed esercizio si costituì nel 1877 la società Zürichsee-Gotthardbahn (ZGB). Del progetto venne realizzata, per carenza di fondi, solo la tratta Rapperswil-Pfäffikon, inaugurata il 26 agosto 1878, il cui esercizio fu affidato dalla ZGB alle Ferrovie Svizzere Unite (VSB).
Il 27 ottobre 1889 l'assemblea degli azionisti della ZGB decise la messa in liquidazione della società e di conferire la linea nella Schweizerische Südostbahn (SOB), che rilevò dalla VSB l'esercizio della linea a partire dal 5 agosto 1891.
La linea, come le altre della SOB, venne elettrificata il 15 maggio 1939, in occasione del cambio d'orario.
Nel 2001 la SOB si è fusa con la Bodensee-Toggenburg-Bahn (BT), mantenendo la ragione sociale originale e spostando la sede sociale da Wädenswil a San Gallo.

## Caratteristiche
La linea, a scartamento normale, è lunga 4,02 km. La linea è elettrificata a corrente alternata monofase con la tensione di 15.000 V alla frequenza di 16,7 Hz; la pendenza massima è del 17 per mille. È a doppio binario tra Pfäffikon e Pfäffikon Nord.

### Percorso
| Continuation backward |

|  | Unknown route-map component "ABZg+l" | Unknown route-map component "CONTfq" |

| Unknown route-map component "CONTgq" | Unknown route-map component "ABZg+r" |  |

| Station on track |

| Unknown route-map component "hSTRa" |

| Unknown route-map component "WDOCKSaq" | Unknown route-map component "WFILL" + Unknown route-map component "lhMSTR" + Straight track | Unknown route-map component "WDOCKSeq" |

| Unknown route-map component "hSTRe" |

| Unknown route-map component "STR+GRZq" |

| Unknown route-map component "hSTRae" |

| Stop on track |

| Non-passenger station/depot on track |

| Unknown route-map component "hSTRae" |

|  | Unknown route-map component "ABZg+l" | Unknown route-map component "CONTfq" |

| Station on track |

|  | Unknown route-map component "ABZgl" | Unknown route-map component "CONTfq" |

| Continuation forward |

La linea parte dalla stazione di Rapperswil, usciti dalla quale si attraversa il lago di Zurigo sul ponte-diga di Rapperswil (Seedamm) aperto nel 1878 e ricostruito nel 1951 che divide in due il bacino lacustre e che segna il confine tra i cantoni San Gallo e Svitto. Si tocca quindi Hurden, frazione di Freienbach, per raggiungere infine Pfäffikon, capoluogo del comune di Freienbach nel quale fa capolinea la linea SOB per Arth-Goldau e transita la linea FFS tra Zurigo e Ziegelbrücke.

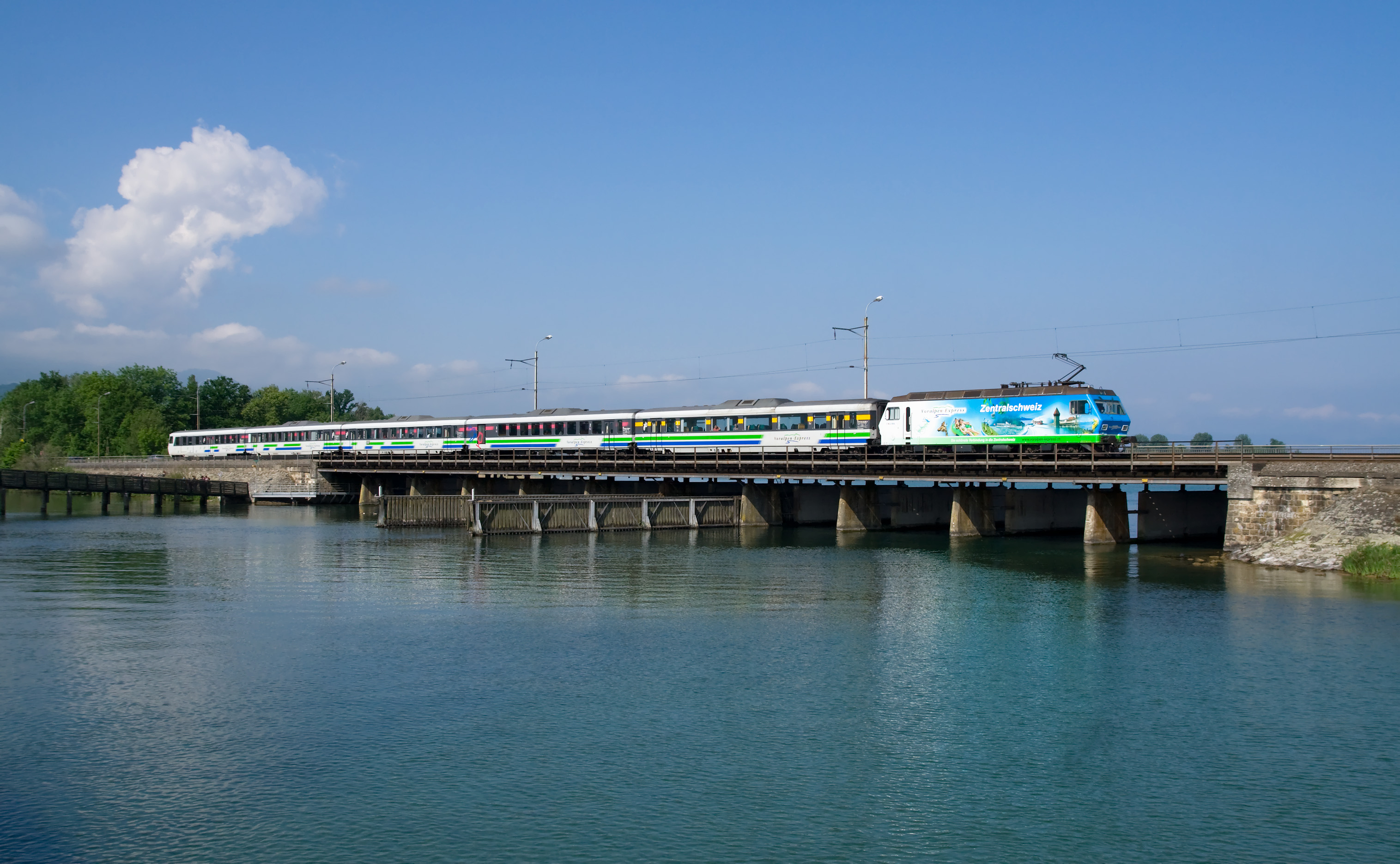
Un Voralpen Express sul ponte-diga di Rapperswil